# Marko Martinović
Marko Martinović - Car (Polje kod Travnika, 8. ožujka 1933. – 23. listopada 2003.) bio je hrvatski pjesnik i pisac iz BiH. Pokopan je u Vitezu.
Uvršten je u antologiju 
"Hrvatska proza u BiH od Matije Divkovića do danas" (1995.) priređivača Veselka Koromana. 
Prema riječima kritičara Željka Grahovca: "Izuzimajući književno djelo pokojnog Vitomira Lukića, doista bi se teško mogao pronaći u novijoj književnosti bh. Hrvata pripovjedač ravan Martinoviću".,
Smatra ga se predvodnikom "viteškog novog književnog naraštaja" (kamo se ubrajaju Ivo Totić, Željko Kocaj, Ivan Maros, Đurđica Čilić-Škeljo, Anto Zirdum i drugi).

## Nagrade
Zlatna povelja Matice hrvatske 1995. za zbirku priča "Isus u podrumu".
Po njemu se zove i književna nagrada "Marko Martinović Car"  utemeljena 2007.

## Djela
- Zvona i tišine (pjesme, 1962.)
- Tražio sam Augusta (priče, 1981.)
- Ljudi u vremenu (reportaže, 1987.)
- Ljubav i smrt u dolini Lašve (proza i poezija, 1989.)
- Vitez i lov (1990.)
- Isus u podrumu (priče, 1995.)
- Zvona i tišine (pjesme, 1996. - ponovljeno i dopunjeno izdanje)
- Propitivanje: post scriptum (književne kritike i eseji, 1998.)
- Gutači žaba (priče, 1999.)
- Prosinačke kiše (priče, 2002.)
- Salon namještaja (priče, 2003.)

## Vanjske poveznice
- Matica Hrvatska - sjećanje  Arhivirana inačica izvorne stranice od 6. prosinca 2008. (Wayback Machine)
- Vitez info - kultura